# I pugni in tasca
I pugni in tasca és una pel·lícula dramàtica italiana del 1965, escrita i dirigida per Marco Bellocchio, en el que va ser el seu llargmetratge de debut. Es tracta d'una pel·lícula manifest, en alguns aspectes anticipadora de les protestes del maig de 1968. Ha estat seleccionada entre els 100 film italiani da salvare

## Sinopsi
Quatre germans, una noia i tres nois, viuen amb la seva mare cega en una vil·la italiana. Tres dels germans pateixen epilèpsia; el fill gran, Augusto (Marino Mase) no. Augusto és l’únic proveïdor de la família. Un dels germans, Alessandro (Lou Castel), decideix que Augusto seria lliure de viure la seva vida com vulgués si es desfés de la mare i dels altres germans. Els convenç perquè se li permeti conduir la seva mare i els altres germans en el seu viatge periòdic a un cementiri. Després de marxar, Augusto llegeix la nota que Alessandro va deixar dient que els mataria a tots i a ell mateix. Alessandro tenia la intenció de llençar-los per un penya-segat, però no ho fa, i tots tornen a casa amb seguretat. Més tard, però, Alessandro porta la seva mare a conduir; s'aturen a un mirador i Alessandro empeny la seva mare del penya-segat i ella mor. Alessandro no és sospitós. Després del funeral de la seva mare, mata el seu germà epilèptic Leone (Pier Luigi Troglio) fent-li beure una sobredosi de medicaments. La germana, Giulia (Paola Pitagora), s'adona que Alessandro va matar Leone i la seva mare; Alessandro té un atac i Giulia no li acudeix.

## Repartiment
- Lou Castel: Alessandro
- Paola Pitagora: Giulia
- Marino Masè: Augusto
- Liliana Geraci: la mare
- Pierluigi Troglio: Leone
- Jenny MacNeil: Lucia
- Irene Agnelli: Bruna

## Producció
El títol sobre el qual es treballava era Epilessia. La pel·lícula es va fer amb una gran economia i va circular amb distribució independent. La família Bellocchio va contribuir a la realització de la pel·lícula: el germà del director, Tonino, va finançar l'obra amb cinquanta milions; l'interior de la casa és la de la mare del director.
Les escenes a l’aire lliure es van rodar entre Bobbio i Piacenza, mentre que l'edició va anar a càrrec de Silvano Agosti, que va utilitzar el pseudònim Aurelio Mangiarotti (un amic del seu paleta que vivia a França). Per completar el treball, Silvano Agosti va trigar 26 dies en total autonomia.

## Càsting
Per al paper principal, s'havia contactat amb Gianni Morandi que va acceptar interpretar el paper d'Alessandro, però la seva companyia discogràfica, RCA, es va oposar afirmant que aquesta elecció hauria arruïnat la seva carrera i, a contracor, Morandi es va veure obligat a abandonar. Pel paper de Giulia, Bellocchio havia pensat en Susan Strasberg i Raffaella Carrà, en el d’Augusto en Maurice Ronet.
Lou Castel, en el paper d’Alessandro, ha aconseguit brillantment modificar el seu personatge, afegint una dolçor inesperada que el fa encara més cruel i incisiu. Són meravelloses les escenes en què es lliura totalment a si mateix pensant que no és vist (per exemple davant de la seva mare cega).
Durant el rodatge, Castel sovint va tenir reaccions hilarants o violentes, obligant a l'equip a deixar de rodar o al director a canviar d'escena; Masé va reaccionar malament a les provocacions de Castel, fins i tot arribant a donar-li una bufetada. Mentre actuava en italià a la pel·lícula, Castel va ser doblat a causa del seu fort accent estranger.

## Reconeixements
- 1966 – Nastro d'Argento
  - Millor argument[7]
- Festival Internacional de Cinema de Locarno
  - 1968 - Vela d'argent del Festival di Locarno (millor direcció)